# Swift Current (circonscription saskatchewanaise)
Pour les articles homonymes, voir Swift Current (homonymie).
Circonscription électorale provinciale du Canada
Swift Current est une circonscription électorale provinciale de la Saskatchewan au Canada. Elle est représentée à l'Assemblée législative de la Saskatchewan depuis 1908.
La circonscription a entre autres été représentée par les premiers ministres Thomas Walter Scott (1905-1916) et Brad Wall (2007-2018).

## Géographie
La circonscription inclus presque l'entièreté de la ville de Swift Current, à l'exception d'une zone rurale bordant l'ouest de la ville.

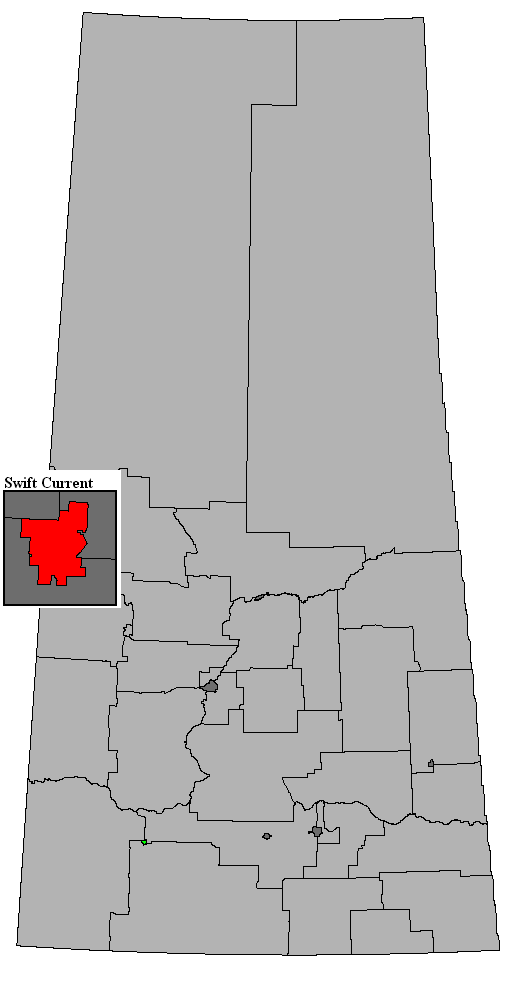
Frontière de la circonscription en 2016.
Frontière de la circonscription en 2022.

## Liste des députés
| Parlement     | Années        | Député                   | Député                     | Parti                     |
| Swift Current | Swift Current | Swift Current            | Swift Current              | Swift Current             |
| ------------- | ------------- | ------------------------ | -------------------------- | ------------------------- |
| 2e            | 1908–1912     |                          | Thomas Walter Scott        | Libéral                   |
| 3e            | 1912–1917     |                          | Thomas Walter Scott        | Libéral                   |
| 4e            | 1917–1921     |                          | David John Sykes (en)      | Indépendant               |
| 5e            | 1921–1923     |                          | David John Sykes (en)      | Indépendant               |
| 6e            | 1925–1929     |                          | David John Sykes (en)      | Libéral                   |
| 7e            | 1929–1934     |                          | William Wensley Smith (en) | Conservateur              |
| 8e            | 1934–1938     |                          | James Gordon Taggart (en)  | Libéral                   |
| 9e            | 1938–1944     |                          | James Gordon Taggart (en)  | Libéral                   |
| 10e           | 1944–1948     |                          | Harry Gibbs (en)           | CCF                       |
| 11e           | 1948–1952     |                          | Harry Gibbs (en)           | CCF                       |
| 12e           | 1952–1956     |                          | Harry Gibbs (en)           | CCF                       |
| 13e           | 1956–1960     | Everett Irvine Wood (en) |                            | CCF                       |
| 14e           | 1960–1964     | Everett Irvine Wood (en) |                            | CCF                       |
| 15e           | 1964–1967     | Everett Irvine Wood (en) |                            | CCF                       |
| 16e           | 1967–1971     | Everett Irvine Wood (en) |                            | Néo-démocrate             |
| 17e           | 1971–1975     | Everett Irvine Wood (en) |                            | Néo-démocrate             |
| 18e           | 1975–1978     |                          | Dennis Marvin Ham (en)     | Progressiste-conservateur |
| 19e           | 1978–1980     |                          | Dennis Marvin Ham (en)     | Progressiste-conservateur |
| 19e           | 1980-1982     |                          | Dennis Marvin Ham (en)     | Indépendant               |
| 20e           | 1982–1986     |                          | Patricia Anne Smith        | Progressiste-conservateur |
| 21e           | 1986–1991     |                          | Patricia Anne Smith        | Progressiste-conservateur |
| 22e           | 1991–1995     |                          | John Penner                | Néo-démocrate             |
| 23e           | 1995–1999     | John Wall                |                            | Néo-démocrate             |
| 24e           | 1999–2003     |                          | Brad Wall                  | Saskatchewanais           |
| 25e           | 2003–2007     |                          | Brad Wall                  | Saskatchewanais           |
| 26e           | 2007–2011     |                          | Brad Wall                  | Saskatchewanais           |
| 27e           | 2011–2016     |                          | Brad Wall                  | Saskatchewanais           |
| 28e           | 2016–2018     |                          | Brad Wall                  | Saskatchewanais           |
| 28e           | 2018-2020     |                          | Everett Hindley            | Saskatchewanais           |
| 29e           | 2020–2024     |                          | Everett Hindley            | Saskatchewanais           |
| 30e           | 2024–Actuel   |                          | Everett Hindley            | Saskatchewanais           |